# Pseudostrebla ribeiroi
Pseudostrebla ribeiroi är en tvåvingeart som beskrevs av Lima 1921. Pseudostrebla ribeiroi ingår i släktet Pseudostrebla och familjen lusflugor. Inga underarter finns listade i Catalogue of Life.